# Brasiliens delstater
 Der er for få eller ingen kildehenvisninger i denne artikel, hvilket er et problem. Du kan hjælpe ved at angive troværdige kilder til de påstande, som fremføres i artiklen.

Der er 27 delstater i Brasilien (portugisisk estados). Dette inkluderer de Føderale delstater i Brasilien plus det Føderale distrikt, Distrito Federal, hvor hovedstaden Brasília ligger.
| Delstat             | Forkortelse | Flag                           | Hovedstad      | Indbyggertal (2005) | Areal(km²) | Befolkningstæthed (indb./km²) 2005 | Region       |
| Acre                | AC          | Acre (delstat)                 | Rio Branco     | 656.043             | 152.581    | 4,30                               | Norte        |
| Alagoas             | AL          | Alagoas                        | Maceió         | 3.015.912           | 27.768     | 108,61                             | Nordeste     |
| Amapá               | AP          | Amapá                          | Macapá         | 594.587             | 142.815    | 4,16                               | Norte        |
| Amazonas            | AM          | Amazonas (delstat i Brasilien) | Manaus         | 3.232.330           | 1.570.746  | 2,05                               | Norte        |
| Bahia               | BA          | Bahia                          | Salvador       | 13.815.334          | 564.693    | 24,46                              | Nordeste     |
| Ceará               | CE          | Ceará                          | Fortaleza      | 8.097.276           | 148.826    | 54,40                              | Nordeste     |
| Distrito Federal    | DF          | Distrito Federal               | Brasília       | 2.333.108           | 5.822      | 400,73                             | Centro-Oeste |
| Espírito Santo      | ES          | Espírito Santo                 | Vitória        | 3.408.365           | 46.078     | 73,97                              | Sudeste      |
| Goiás               | GO          | Goiás                          | Goiânia        | 5.619.917           | 340.087    | 16,52                              | Centro-Oeste |
| Maranhão            | MA          | Maranhão                       | São Luís       | 6.103.327           | 331.983    | 18,38                              | Nordeste     |
| Mato Grosso         | MT          | Mato Grosso                    | Cuiabá         | 2.803.274           | 903.358    | 3,10                               | Centro-Oeste |
| Mato Grosso do Sul  | MS          | Mato Grosso do Sul             | Campo Grande   | 2.264.468           | 357.125    | 6,34                               | Centro-Oeste |
| Minas Gerais        | MG          | Minas Gerais                   | Belo Horizonte | 19.237.450          | 586.528    | 32,79                              | Sudeste      |
| Pará                | PA          | Pará                           | Belém          | 6.970.586           | 1.247.690  | 5,58                               | Norte        |
| Paraíba             | PB          | Paraíba                        | João Pessoa    | 3.595.886           | 56.440     | 63,71                              | Nordeste     |
| Paraná              | PR          | Paraná (delstat)               | Curitiba       | 10.261.856          | 199.315    | 51,48                              | Sul          |
| Pernambuco          | PE          | Pernambuco                     | Recife         | 8.413.593           | 98.312     | 85,58                              | Nordeste     |
| Piauí               | PI          | Piauí                          | Teresina       | 3.006.885           | 251.529    | 11,95                              | Nordeste     |
| Rio de Janeiro      | RJ          | Rio de Janeiro (delstat)       | Rio de Janeiro | 15.383.407          | 43.696     | 352,05                             | Sudeste      |
| Rio Grande do Norte | RN          | Rio Grande do Norte            | Natal          | 3.003.087           | 52.797     | 56,88                              | Nordeste     |
| Rio Grande do Sul   | RS          | Rio Grande do Sul              | Porto Alegre   | 10.845.087          | 281.749    | 38,49                              | Sul          |
| Rondônia            | RO          | Rondônia                       | Porto Velho    | 1.534.594           | 237.576    | 6,46                               | Norte        |
| Roraima             | RR          | Roraima                        | Boa Vista      | 391.317             | 224.299    | 1,74                               | Norte        |
| Santa Catarina      | SC          | Santa Catarina (delstat)       | Florianópolis  | 5.866.568           | 95.346     | 61,53                              | Sul          |
| São Paulo           | SP          | São Paulo (delstat)            | São Paulo      | 40.442.795          | 248.209    | 162,93                             | Sudeste      |
| Sergipe             | SE          | Sergipe                        | Aracaju        | 1.967.761           | 21.910     | 89,81                              | Nordeste     |
| Tocantins           | TO          | Tocantins                      | Palmas         | 1.305.728           | 277.621    | 4,70                               | Norte        |
| Total               |             |                                |                | 184.170.541         | 8.514.897  | 21,63                              |              |

Hver delstat er yderligere inddelt i municípios (kommuner). Antallet af municípios og størrelsen af dem varierer meget mellem de forskellige delstater.

## Oversigt
| Federal states | Federal states |  |
| --- | --- |  |
| 1. Acre (AC) 2. Alagoas (AL) 3. Amapá (AP) 4. Amazonas (AM) 5. Bahia (BA) 6. Ceará (CE) 7. Espírito Santo (ES) 8. Goiás (GO) 9. Maranhão (MA) 10. Mato Grosso (MT) 11. Mato Grosso do Sul (MS) 12. Minas Gerais (MG) 13. Pará (PA) | 1. Paraíba (PB) 2. Paraná (PR) 3. Pernambuco (PE) 4. Piauí (PI) 5. Rio de Janeiro (RJ) 6. Rio Grande do Norte (RN) 7. Rio Grande do Sul (RS) 8. Rondônia (RO) 9. Roraima (RR) 10. Santa Catarina (SC) 11. São Paulo (SP) 12. Sergipe (SE) 13. Tocantins (TO) |  |
| Brazilian Federal District | |  |
| 1. Distrito Federal | |  |

## Historie
En del af delstaterne i Brasilien har sin oprindelse i "kaptajnsrigerne" som blev etableret mens landet var en portugisisk koloni. Dette gælder blandt andet Pernambuco og Espírito Santo.
- Alagoas blev skilt ud fra Pernambuco i 1817.
- Paraná blev skilt ud fra São Paulo i 1853.
- Distrito Federal blev oprettet i 1960.
- Acre blev oprettet som egen delstat i 1962.
- Mato Grosso do Sul blev skilt ud fra Mato Grosso i 1977 og fik status som egen delstat i 1979.
- I forbindelse med Brasiliens nye grundlov i 1988 blev der oprettet fem nye delstater. Dette var Amapá, Roraima, Rondônia, Tocantins og Roraima.

## Regioner i Brasilien
Brasiliens delstater er delt ind i fem regioner, ifølge Instituto Brasileiro de Geografia e Estatistica (IBGE). Disse regioner har fælles geografiske, kulturelle, økonomiske, historiske og sociale særtræk. Denne inddeling er ikke præcis i videnskabelig forstand. Det faktum at IBGE bruger dette system, gør imidlertid at det er i omfattende brug i Brasilien.
1. Central-Vest
2. Nordøst
3. Nord
4. Sydøst
5. Syd